# Bischofshofen
Bischofshofen (pogovorno skrajšano B'hofen) je mesto z 10.574 prebivalci (s 1. januarjem 2019) v okrožju St. Johann im Pongau v zvezni deželi Salzburg v Avstriji, približno 50 km južno od glavnega deželnega mesta Salzburg.

## Geografija
Mesto leži v salzburški regiji Salzachpongau ob reki Salzach in ga obkrožajo gore Hochkönig (Berchtesgadenske Alpe) na zahodu, Tennengebirge na severovzhodu in Hochgründeck (pogorje Fritztaler) na jugovzhodu. Prva spadata v Salzburške apneniške Alpe, druga pa v Salzburške kristalinske Alpe. Dolina tvori severni del kotline Bischofshofen-St.-Johanner.

### Upravna delitev občine
Občinsko območje vključuje katastrske skupnosti Bischofshofen (območje doline in leva stran doline), Buchberg (desna stran doline), Haidberg (spodnja Mühlbachtal) in Winkl (v Fritztalu).
Občinsko območje obsega naslednjih devet krajev (število prebivalcev v oklepajih s 1. januarjem 2019):
- Bischofshofen, mesto (glavno mesto) - v dolini Salzach (7586)
- Mitterberghütten - (do leta 1929 Ausserfelden) vas v dolini Salzach južno od mesta ob ustju Mühlbach (1341)
- Laideregg - vasica na Hochkönigfuß (levo od Salzacha) zahodno od mesta (513)
- Gainfeld - dolina v bližini Laideregg-a do Hochköniga (92)
- Haidberg - začetek doline Mühlbach doline, ki vodi Hochkönig proti Dientenu proti jugu (89)
- Buchberg - desna stran doline Salzach pri Hochgründecku (424)
- Kreuzberg - greben severovzhodno od mesta, med Salzachtalom in Fritztalom, ki vodi proti Ennspongau (312)
- Winkl - levi del doline Fritz na Hochgründeckstocku (67)
- Alpfahrt - levi del doline Fritztal z deli južnega vznožja gorovja Tennen (150)

Do konca leta 2002 je občina pripadala sodnemu okrožju Werfen, od leta 2003 pa je del sodnega okrožja Sankt Johann im Pongau.

## Zgodovina
Ime kraja se je razvilo iz Maximilianszelle (v Bischofshofnu ustanovljena leta 711/712 in je bila predhodnica današnje župnijske cerkve v Bischofshofnu in tamkajšnjega Kastenhofa), prek Hove (1151), Hofen, Bischofhof, od približno 1420 do Bischofshofna. Kraj je imel mističen in visok ugled v srednjem veku, posvetni gospodje Pongauški so tudi kot salzburško-bavarska družina ministerialov zasedali visoke položaje. Od leta 1243 pa je ustanovitev novega mesta Werfen, ki ga je ščitil grad, preusmerilo središče Pongaua iz starejše župnije Pongau sv. Kiriaka (Pfarrwerfen) pa tudi iz Hofna v nov trg Werfen. Goldeggerji pa so zamenjali gospode Pongauške.
Od konca 19. stoletja je Bischofshofen zaradi industrializacije znova postal vodilen.
Bischofshofen je bil od leta 1216 do 1803 zgodovinsko razdeljen na dva dela, v Hofmark okoli današnje župnijske cerkve in okrožja, ki je bilo podrejeno salzburškemu knezu (nadškofu). Škofija Chiemsee je bila spet škofija same salzburške cerkve.
Osrednji Pongau okoli Bischofshofna (in Grauwackenzone) je bil staro srednjeevropsko območje rudarjenja bakra predkeltskega prebivalstva. Izkopavanja na Götschenbergu kažejo, da so bile grobne najdbe iz halštatskega obdobja. V železni dobi je bilo rudarjenje ustavljeno za 2500 let in šele leta 1827 ponovno odkrito. Rudarstvo je na Buchbergu potekalo do leta 1959. Železo so v Bischofshofnu pridobivali od leta 1615, zlasti v 17. / 18. stoletju..
Od 6. / 5. stoletja pr. n. št. so v Salzburški kotlini stalno bivali Kelti (Hallstatt, Latenska kultura), Innergebirge malo kasneje, ali pa se je ta kultura razvijala. V tem obdobju je v Dürrnbergu prevladovalo rudarstvo soli.
Od 15. pr n. št. so Noriško kraljestvo zasedli Rimljani, keltsko pleme Ambisonten se brani. Okoli Marijine cerkve so bili nagrobniki iz rimskega obdobja in domnevno posestvo (villa rustica), kot v bližnjem Urreitingu. Rimska cesta je vodila prek Hüttaua, sčez Ani (v dolini Enns) v Lungau, dokumentiranih je več miljnikov, večinoma od 3. / 4. stoletja.
V obdobju preseljevanja ljudstev so različna plemena plenila po vznožju Alp in rimsko cesarstvo je propadlo. V 6.-7 stoletju so se Bavarci in Franki ob rekah Salzach in Saalach razširili na vzhod in jug.
Prva dokumentirana omemba gozdnatega območja (pongowe) je leto 711 / 712, z ustanovitvijo Maximilianszelle kot predhodnice današnje župnijske cerkve. To je bilo pod salzburškim škofom Rupertom in s soglasjem bavarskega vojvoda Theodo II. in njegovega sina Theodberta iz rodbine Agilolfingov in romanske plemiške družine Albina.
Neposredno konfliktno območje Bischofshofna na meji s slovanskimi vzhodnimi Alpami in Karantanijo je dokumentirano z uničenjem Maximilianszelle s strani Slovanov sredi 8. stoletja. Po ponovnem uničenju leta 820 je bila nova zgrajena takoj leta 821.
Takrat so bili salzburški škofje deloma kanclerji vojvodstva Bavarske. Bischofshofen spada med najstarejše omenjene v deželi in tvori jedro poznejše salzburške dežele. V poznem srednjem veku je skoraj 50 % posesti pripadalo salzburški nadškofiji (zemljiška posest), ki so jih upravljali podložniki.
1025-1041 nadškof Dietmar posveti oltar.
1106-1216 je ustanovljen majhen samostan avguštinskih kanonikov.
Ime Hoven je bilo prvič omenjeno v dokumentih leta 1151.
Leta 1216/17 je samostan avguštinskih kanonikov in nekaj osnovnih posesti prešel v last škofov na novo ustvarjene salzburške škofije v Chiemseeju. Preostala vasica v nastajanju je bila v pristojnosti Werfna.
Leta 1405 se je ime Bischofhof prvič omenjalo v urbariju škofije.
Gospodje Pongowe (Pongau) so v svojem gradu nad slapom Gainfeld (ruševine gradu Bachsfall ali Purchstall) v 12. stoletju tvorili eno najstarejših in najbolj cenjenih ministerialskih družin nadškofov. V 13 / 14 stoletju so bili nadškofi v stalnih prepirih z ministeriali in bavarskimi viteškimi družinami; Zgrajene in uničene so bile trdnjave.
Čeprav je bila samo vas, je bil Bischofshofen v 14. stoletju dodeljen tržni in carinski zakon (forum et mercatus). V imenikih iz 1330 in 1350 so vsa imena posesti nemška: Heinrich de Flechsberg (Flachberg), Meingotz an der Puchberg, Eisenbert, Altmann, Godewin, Percht ... Ta imena so zdaj na voljo skoraj samo kot imena polj.
Leta 1458 in zlasti leta 1462 so se kmetje v Innergebirgeju (Pongau, Pinzgau, Brixental) v povezavi z mestom Radstadt dvignili tudi proti novim cerkvenim davkom (posvetitveni davek in doplačila).
Od približno 1500 do 1850 je v tako imenovani mali ledeni dobi zelo upadla kmetijska produktivnost.
Salzburške kmečke vojne, ki so leta 1525 / 26 nastale zaradi visokih davkov, so vplivale tudi na Bischofshofen. Sosednji grad Hohenwerfen so zasedli kmetje in rudarji, tri mesece so oblegali trdnjavo Hohensalzburg. Kmete v Zell am Seeu in Radstadtu so premagale pomožne čete Švabske konfederacije. Leta 1564 so kmetje v Bischofshofnu imenovali protestanta Constantina Schlafhauserja za župnika in nastali so nemiri. Uporna kmeta Wilhelm Egger (1565) in Hans Steiner sta bila usmrčena. Leta 1848 je bila Avstrija osvobojena zemljiških gospodov.
Leta 1732 je Salzburška knezonadškofija začela preganjati protestante, tudi iz Bischofshofna. Več kot 4000 ljudi iz Bischofshofna in Werfna je moralo zapustiti deželo. Približno 70 % prebivalstva je svojo vero postavilo pred svojo domovino in so bili večinoma sprejeti v Prusijo (salzburški protestanti).
Leta 1775 je huda poplava Gainfeldbacha v vaškem središču vzela 16 življenj. Sekularizacija cerkvenih posesti je potekala leta 1803, dežela Salzburg pa je bila od leta 1816 blizu Avstrije. Dežela si dolgo ni opomogla od napoleonskih vojn in borb za svobodo in ropanja, kraj pa je na primer leta 1869 veljal za revnega. Od leta 1850 je bil (omejeno) izvoljeni občinski svet.
Gradnja železnice okoli leta 1875, sporazum o možnosti Južne Tirolske (italijansko Opzioni in Alto Adige) z izgradnjo južnotirolske naselbine okoli leta 1940, razseljene osebe in industrializacija so prinesle visoko stopnjo priseljevanja. Leta 1882 se je taljenje bakra preselilo iz Mühlbacha v Ausserfelden (danes Mitterberghütten) (ki ne obstaja že od leta 1977).
Šele z gradnjo proge Salzburg-Tiroler do Wörgla na Tirolskem in Rudolfbahna proti Gradcu leta 1875, rudarjenja bakra v Mühlbachu in industrializacije je Bischofshofen prerasel v gospodarsko središče v Pongau in zgodnji salzburški center socialne demokracije in postal 9. februarja 1900 tržno mesto. Zaradi nenehnega razvoja v pomembno gospodarsko in trgovsko središče v regiji je Bischofshofen 24. septembra 2000 dobil mestne pravice.

## Glavno mesto občine
Središče občine je mesto Bischofshofen. Razprostira se na dobrih 3,5 kilometra, večinoma na levem bregu, ob reki Salzach, na približno 550 m nadmorske višine. 
Mesto ima okoli 1000 stavb in ima dobrih 7200 prebivalcev, kar je skoraj tri četrtine občinskega prebivalstva. Razdeljeno je na:
- Bischofshofen center, to je relativno mlado jedro mesta in železniška četrt z Rosentalom (spodnja dolina Mühlbach) in desni breg doline (stara lokacija Steg; naselje Steggasse, Maksimiliansiedlung), ki že spadata v katastrsko območje Buchberg
- lokacije na severu na Salzburger Straße in Salzach, vključno z Neue Heimat
- Moosberg proti zahodu - prvotno Egelmoos
- in jugovzhodno in južno od Gaisberga do Liebherrwerka blizu Mitterberghütten, ki že spada v Haidberško zemljiško knjigo.

V katastrski župniji Bischofshofen z okoli 1560 hektarji sta tudi vasi Laideregg in Gainfeld zahodno nad mestom.

## Znamenitosti
- ruševine Bachsfall (stari grad Pongau) nad slapom Gainfeld [11]
- katoliška župnijska cerkev sv. Maksimiliana, Bischofshofen
- Muzej Kastenturm ob župnijski cerkvi prikazuje pet tisoč let zgodovine naselitve z območja Bischofshofna.
- Podružnična cerkev Ljube gospe stoji dvignjena zahodno od župnijske cerkve.
- romanska cerkev sv. Jurija kot spominska kapela za prvo svetovno vojno z vojnim spomenikom nasproti na pokopališča
- Buchbergkirche stoji na Buchbergu, od koder je lep razgled na dolino Salzach in Fritztal.
- Misijonska hiša sv. Ruperta z misijonsko cerkvijo sv. Ruperta je postavil sv. Arnold Janssen in se uporablja kot zasebna srednja šola z javnim pravom.
- cerkev Marijinega vnebovzetja v Pöhamu

## Pobratena mesta
Bischofshofen je pobraten z:
- Unterhaching Bavarska (od 1979[3])
- Adeje, Tenerife, Španija